# Rafa Pozo
Rafael Pozo Reinoso, más conocido como Rafa Pozo (Huévar del Aljarafe, provincia de Sevilla, 25 de abril de 1967) es un exfutbolista español. Jugaba en la posición de delantero. 

## Trayectoria
Formado en la cantera del Sevilla CF, llegó a debutar con el primer equipo en primera división, el 8 de mayo de 1988, frente al RCD Mallorca, en el Sánchez Pizjuan. Posteriormente fue cedido al Recreativo de Huelva, y en 1990 llegó al Club Deportivo Badajoz, club donde desarrolló la mayor parte de su carrera y dónde se convirtió en un ídolo para la afición pacense y una leyenda en el club decano de Extremadura.
Era un jugador de estatura no muy grande, a pesar de medir 167 centímetros tenía un potente salto que le hacía superar con una facilidad asombrosa a muchos defensas en los remates. Sus principales virtudes eran la lucha durante los minutos que estuviese en el campo, el oportunismo y la buena colocación, y sobre todo su facilidad para marcar goles.
Es el máximo goleador de la historia del Club Deportivo Badajoz y consiguió el gol número 500 del club en segunda división, en la séptima jornada de la temporada 94/95, ante el Getafe CF en "El Vivero", con resultado final de 2 a 0.
Posteriormente y ya en la recta final de su carrera ficharía por el Málaga CF. Tras pasar por varios equipos de la geografía extremeña, como Diter Zafra o Cerro de Reyes, se retiró fijando su residencia en la capital pacense.

## Clubes
| Club                 | País   | Año       |
| -------------------- | ------ | --------- |
| Sevilla Atlético     | España | 1985-1988 |
| Sevilla FC           | España | 1987-1988 |
| Recreativo de Huelva | España | 1988-1989 |
| Sevilla Atlético     | España | 1989-1990 |
| CD Badajoz           | España | 1990-1997 |
| Málaga CF            | España | 1997-1998 |
| Diter Zafra          | España | 1998-1999 |
| AD Cerro de Reyes    | España | 1999-2001 |